# Aygut
Aygut là một đô thị thuộc tỉnh Gegharkunik, Armenia. Dân số ước tính năm 2011 là 1047 người.